# Linha A do Metrô de Medellín
A Linha A: Níquia ↔ La Estrella é uma das linhas em operação do Metrô de Medellín, inaugurada no dia 30 de novembro de 1995. Estende-se por cerca de 25,8 km. A cor distintiva da linha é o azul.
Possui um total de 21 estações em operação, das quais 1 é subterrânea, 12 são superficiais e 8 são elevadas. A Estação San Antonio possibilita integração com a Linha B do Metrô de Medellín e com a Tranvía de Ayacucho, enquanto que a Estação Acevedo possibilita integração com a Linha K do Metrocable de Medellín.
A linha, operada pela Empresa de Transporte Masivo del Valle de Aburrá Limitada (ETMVA), possui capacidade para transportar até 35.555 passageiros por hora em cada sentido. Atende os seguintes municípios da Região Metropolitana do Vale do Aburrá: Bello, Envigado, Itagüí, La Estrella, Medellín e Sabaneta.

## Trechos
A Linha A, ao longo dos anos, foi sendo ampliado a medida que novos trechos eram entregues. A tabela abaixo lista cada trecho construído, junto com sua data de inauguração, o número de estações inauguradas e o número de estações acumulado:
| Trecho               | Inauguração            | N.º de estações entregue | N.º de estações acumulado |
| -------------------- | ---------------------- | ------------------------ | ------------------------- |
| Niquía ↔ Poblado     | 30 de novembro de 1995 | 15                       | 15                        |
| Poblado ↔ Itagüí     | 30 de setembro de 1996 | 4                        | 19                        |
| Itagüí ↔ La Estrella | 24 de junho de 2012    | 2                        | 21                        |

## Estações
| Nome          | Inauguração            | Município | Integração | Posição     | Latitude      | Longitude     |
| ------------- | ---------------------- | --------- | ---------- | ----------- | ------------- | ------------- |
| Niquía        | 30 de novembro de 1995 | Bello     | -          | Elevada     | 06° 20' 16" N | 75° 32' 40" O |
| Bello         | 30 de novembro de 1995 | Bello     | -          | Superfície  | 06° 19' 49" N | 75° 33' 13" O |
| Madera        | 30 de novembro de 1995 | Bello     | -          | Superfície  | 06° 18' 57" N | 75° 33' 19" O |
| Acevedo       | 30 de novembro de 1995 | Medellín  |            | Superfície  | 06° 18' 01" N | 75° 33' 30" O |
| Tricentenario | 30 de novembro de 1995 | Medellín  | -          | Superfície  | 06° 17' 25" N | 75° 33' 53" O |
| Caribe        | 30 de novembro de 1995 | Medellín  | -          | Superfície  | 06° 16' 42" N | 75° 34' 10" O |
| Universidad   | 30 de novembro de 1995 | Medellín  | -          | Elevada     | 06° 16' 10" N | 75° 33' 57" O |
| Hospital      | 30 de novembro de 1995 | Medellín  |            | Elevada     | 06° 15' 50" N | 75° 33' 48" O |
| Prado         | 30 de novembro de 1995 | Medellín  |            | Elevada     | 06° 15' 25" N | 75° 33' 58" O |
| Parque Berrío | 30 de novembro de 1995 | Medellín  | -          | Elevada     | 06° 15' 01" N | 75° 34' 06" O |
| San Antonio   | 30 de novembro de 1995 | Medellín  |            | Elevada     | 06° 14' 50" N | 75° 34' 11" O |
| Alpujarra     | 30 de novembro de 1995 | Medellín  | -          | Elevada     | 06° 14' 35" N | 75° 34' 17" O |
| Exposiciones  | 30 de novembro de 1995 | Medellín  | -          | Elevada     | 06° 14' 19" N | 75° 34' 23" O |
| Industriales  | 30 de novembro de 1995 | Medellín  |            | Superfície  | 06° 13' 48" N | 75° 34' 32" O |
| Poblado       | 30 de novembro de 1995 | Medellín  | -          | Superfície  | 06° 12' 44" N | 75° 34' 41" O |
| Aguacatala    | 30 de setembro de 1996 | Medellín  | -          | Superfície  | 06° 11' 39" N | 75° 34' 54" O |
| Ayurá         | 30 de setembro de 1996 | Envigado  | -          | Superfície  | 06° 11' 10" N | 75° 35' 10" O |
| Envigado      | 30 de setembro de 1996 | Itagüí    | -          | Superfície  | 06° 10' 29" N | 75° 35' 49" O |
| Itagüí        | 30 de setembro de 1996 | Itagüí    | -          | Superfície  | 06° 09' 47" N | 75° 36' 24" O |
| Sabaneta      | 24 de junho de 2012    | Sabaneta  | -          | Superfície  | 06° 09' 28" N | 75° 36' 58" O |
| La Estrella   | 24 de junho de 2012    | Sabaneta  | -          | Subterrânea | 06° 09' 10" N | 75° 37' 36" O |